# L'incantatore di serpenti
L'incantatore di serpenti (Le Charmeur de serpent) è un dipinto orientalista a olio su tela del pittore francese Jean-Léon Gérôme, realizzato intorno al 1879. Dopo essere stato utilizzato per la copertina del libro Orientalismo di Edward Said nel 1978, l'opera "ha raggiunto un livello di notorietà eguagliato da pochi dipinti orientalisti", diventando un fulmine per la critica all'orientalismo in generale e quello sulla pittura in particolare, anche se lo stesso Said non menziona il dipinto nel suo libro. È nella collezione dello Sterling and Francine Clark Art Institute, che possiede anche un altro dipinto controverso di Gérôme, Il mercato degli schiavi.

## Soggetto e ambientazione
Il dipinto raffigura un ragazzo nudo in piedi su un piccolo tappeto al centro di una stanza con pareti piastrellate di blu, di fronte allo spettatore, con in mano un pitone che si avvolge intorno alla vita e sopra la spalla, mentre un uomo più anziano siede alla sua destra a suonare un flauto. Allo spettacolo assiste un gruppo eterogeneo di uomini armati provenienti da una varietà di tribù islamiche, con abiti e armi diversi.

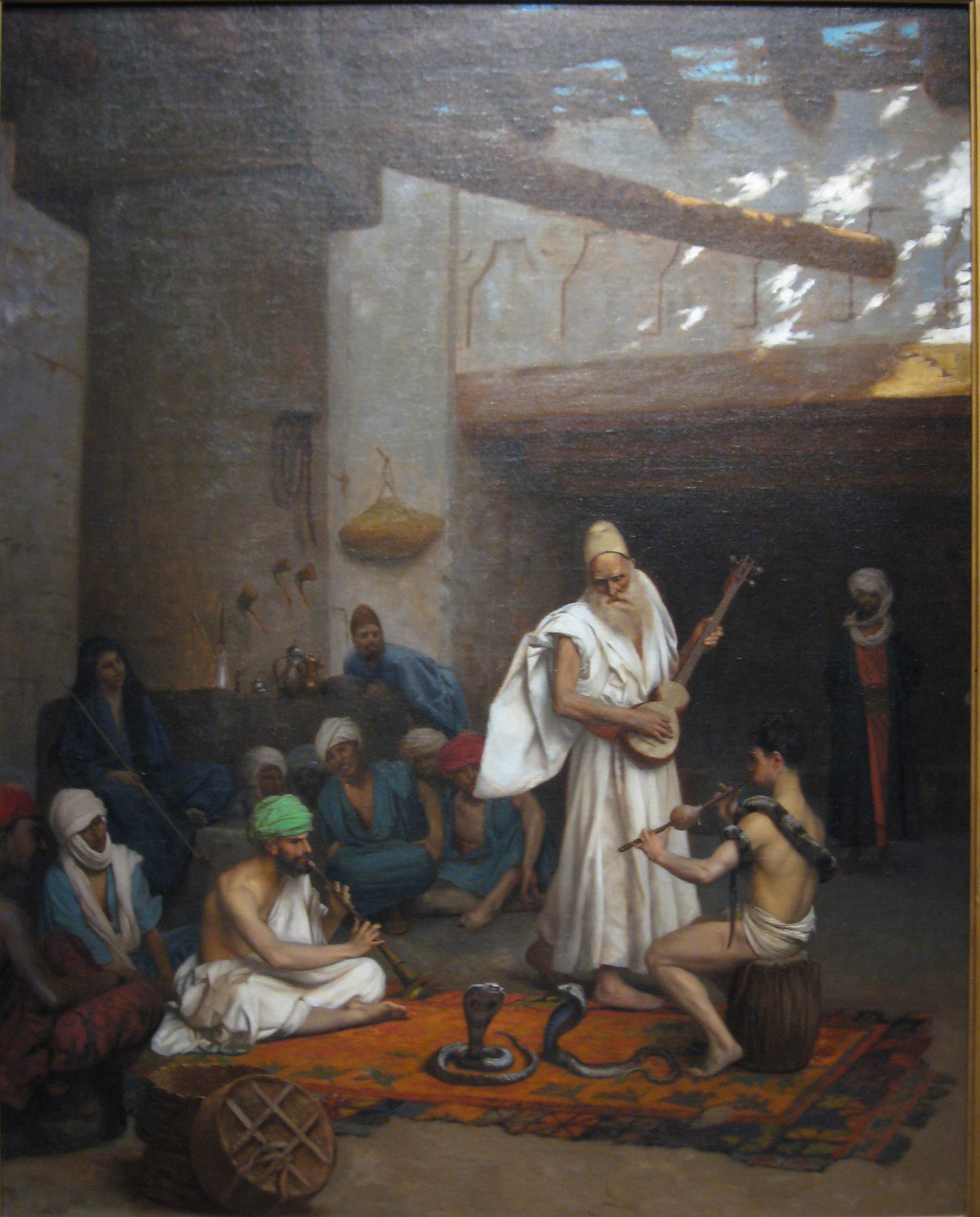
Un altro dipinto di Gérôme intitolato L'incantatore di serpenti, data sconosciuta, New Orleans Museum of Art.

Il saggio in catalogo di Sarah Lees esamina l'ambientazione come una fusione tra la Turchia ottomana e l'Egitto, e spiega anche la nudità del giovane incantatore di serpenti, non come un'esibizione erotica, ma "per ovviare alle accuse di frode" nella sua performance:
L'Incantatore di serpenti … mette insieme elementi ampiamente disparati, persino incompatibili, per creare una scena a cui, come nel caso di gran parte della sua opera, l'artista non avrebbe potuto essere testimone. L'incantesimo del serpente non faceva parte della cultura ottomana, ma era praticato nell'antico Egitto e continuò ad apparire in quel paese durante il XIX secolo. Maxime Du Camp, ad esempio, descrisse di aver assistito allo spettacolo di un incantatore di serpenti al Cairo durante il suo viaggio del 1849-51 con Gustave Flaubert in termini paragonabili alla rappresentazione di Gérôme, inclusa la menzione del giovane maschio che si spogliava per ovviare alle accuse di frode. L'artista ha collocato questa esibizione, tuttavia, in uno spazio ibrido e fittizio che deriva da fonti identificabili turche, oltre che egiziane.
Le piastrelle blu sono ispirate ai pannelli di İznik nell'Altınyol ("Passaggio d'oro") e nel chiosco Baghdad del Palazzo di Topkapı nella Costantinopoli di epoca ottomana. Alcune parti delle iscrizioni alle pareti non sono facilmente leggibili, ma "il grande fregio in alto del dipinto, che corre da destra a sinistra, è perfettamente leggibile. È il famoso versetto coranico 256 della Sura II, al-Baqara, La mucca, scritto in caratteri thuluth, e vi si legge:
Non c'è costrizione nella religione: il modo giusto è davvero chiaramente distinto dall'errore. Quindi chiunque non crede nel diavolo e crede in Allah, in verità si aggrappa alla maniglia più salda che non si spezzerà mai. E Allah ascolta, conosce...
...l'iscrizione da lì in avanti è troncata... probabilmente non è un versetto coranico ma piuttosto una dedica a un califfo."
Per quanto riguarda il serpente raffigurato, Richard G. Zweifel, un erpetologo dell'American Museum of Natural History, ha commentato che "il serpente assomiglia più a un boa constrictor sudamericano che a qualsiasi altra cosa", una possibilità che aggiungerebbe un altro livello di ibridità all'immagine. Gérôme potrebbe forse aver studiato un tale animale al Jardin des Plantes di Parigi.

## Provenienza ed esposizione
Nel 1880, il dipinto fu venduto dal mercante di Gérôme della Goupil & Cie al collezionista statunitense Albert Spencer per 75.000 franchi. Spencer lo vendette ad Alfred Corning Clark nel 1888 per $ 19.500, che nel 1893 lo prestò per l'esposizione alla Fiera Colombiana di Chicago. La sua moglie ed erede, Elizabeth Scriven Clark, lo prestò al Metropolitan Museum of Art prima di venderlo alle Schaus Art Galleries nel 1899 per $ 10.000 o $ 12.000, in una transazione che avrebbe potuto comportare anche la ricezione di un'altra opera d'arte. L'opera fu acquisita nel 1902 da August Heckscher per un prezzo sconosciuto, poi riacquistata dal figlio di Clark, Robert Sterling Clark, nel 1942 per $ 500, un esempio lampante della caduta in disgrazia di Gérôme presso i collezionisti (i prezzi delle sue opere sono rimbalzati notevolmente nel XXI secolo, con dipinti venduti per milioni di dollari) Dal 1955 L'incantatore di serpenti è nella collezione dello Sterling and Francine Clark Art Institute, a Williamstown, nel Massachusetts.
L'incantatore di serpentii è stato incluso nella mostra The Spectacular Art of Jean-Léon Gérôme (1824–1904) al museo J. Paul Getty nel 2010 e al museo d'Orsay nel 2010-2011.

## Ricezione
Nel 1978, il dipinto è stato utilizzato come copertina del libro Orientalismo di Edward Said. "Dal momento che ha definito il suo progetto come un esame di rappresentazioni testuali, Said non ha mai menzionato la pittura di Gérôme, ma numerosi autori successivi hanno esaminato aspetti del lavoro dell'artista, e questo dipinto in particolare, in relazione al concetto di orientalismo definito da Said".
Il critico d'arte Jonathan Jones definisce senza mezzi termini L'incantatore di serpenti:
...una squallida visione imperialista dell'"est". Di fronte a scintillanti piastrelle islamiche che fanno brillare il dipinto di blu e argento, un gruppo di uomini si siede per terra a guardare un incantatore di serpenti nudo, drappeggiato con un pitone fallico strisciante.... L'Incantatore di Serpenti è una fantasia occidentale così perniciosa e sfruttatrice dell'"Oriente" che fa al caso di Said. Gérôme è, si potrebbe dire, il simbolo dell'orientalismo. In questo lavoro influente, Said analizza come le società mediorientali sono state descritte dagli "esperti" europei nel XIX secolo in modi che hanno deliziato l'immaginazione occidentale riducendo l'umanità di coloro di cui quell'immaginazione si è nutrita. Ne L'incantatore di serpenti, il voyeurismo è solleticato, eppure la colpa di ciò viene spostata sul pubblico crollato nel dipinto. Nel frattempo, le bellissime piastrelle dietro di loro sono viste come una sopravvivenza di culture più antiche e raffinate che, secondo Edward Said, gli orientalisti occidentali affermavano di conoscere e amare meglio della gente decadente del posto.
Linda Nochlin nel suo influente saggio del 1983 "The Imaginary Orient" sottolinea che la qualità apparentemente fotorealistica del dipinto consente a Gérôme di presentare una scena irrealistica come se fosse una vera rappresentazione dell'est. Nochlin definisce L'incantatore di serpenti "un documento visivo dell'ideologia colonialista del XIX secolo" in cui:
gli osservatori rannicchiati contro la parete piastrellata ferocemente dettagliata sullo sfondo del dipinto di Gérôme sono decisamente alienati da noi, così come l'atto che osservano con tale concentrazione infantile e in trance. Il nostro sguardo intende includere sia lo spettacolo che i suoi spettatori come oggetti di un pittoresco diletto.... Chiaramente, queste persone nere e marroni sono disorientate, ma lo siamo anche noi. In effetti, lo stato d'animo che definisce il dipinto è un mistero ed è creato da uno specifico dispositivo pittorico. Ci è consentita solo un'affascinante vista posteriore del ragazzo che tiene il serpente. Ci viene negata una visione frontale completa, che rivelerebbe inequivocabilmente sia il suo sesso che la pienezza della sua pericolosa esibizione. E il mistero insistente, sessualmente carico al centro di questo dipinto, ne significa uno più generale: il mistero dell'Oriente stesso, topos standard dell'ideologia orientalista.
Nel 2010, Ibn Warraq (lo pseudonimo di un autore anonimo critico nei confronti dell'Islam) ha pubblicato una polemica su Nochlin e il suo lavoro, difendendo Gérôme e la pittura orientalista in generale, chiamato "Linda Nochlin e l'Oriente immaginario".